# Катерина Каравелова
Катерина Великова Пенева–Каравелова (21 жовтня 1860, Русе, Османська Болгарія — 1 квітня 1947, Софія, Болгарія) — болгарська феміністка, педагогиня, перекладачка, публіцистка та медична сестра, активістка жіночої освіти. Засновниця Болгарського жіночого союзу (Българския женски съюз), який очолювала 25 років. Співзасновниця Комітету з захисту євреїв.

## Життєпис
Катерина Пенева народилася 21 жовтня 1860 року в Русе молодшою з чотирьох дітей кушніра Велико Пенева і Стоянки Пеневої. З 1870 по 1878 рік навчалася в IV Московській жіночій гімназії, яку закінчила з золотою медаллю. В цей же період  познайомилася з відомою математикинею Софією Ковалевською. Після випуску з гімназії Пенева повертається до Болгарії й починає викладати в Русе, і через рік стає директором класів для дівчаток при Чоловічій гімназії. 
У її планах — здобути медичну освіту в Санкт-Петербурзі, проте 1880 року вона одружується з Петком Каравеловим, з яким познайомилася під час навчання в Москві, і переїжджає в Софію. В шлюбі народжує трьох дочок — Раду (1880-1883), Віолу (1884-1934) і Лору (1886-1913).

## Громадська діяльність
Дуже скоро Катерина Пенева-Каравелова стає частиною політичної еліти Болгарії, однак після усунення її чоловіка з поста міністра-голови Болгарії князем Олександром Баттенбергським 1881 року родина змушена покинути Болгарію і переїхати в Пловдив (на той час місто входило до складу Східної Румелії). 1884 року, після відновлення Тирновської конституції, вони повертаються в Софію. Тоді ж Пенева-Каравелова починає публікувати памфлети.
1899 року Пенева-Каравелова організовує жіночу культурну організацію Мама (Майка). Вона впевнена, що незалежність жінок безпосередньо залежить від освіти, тому вона відкриває професійну школу для дівчаток "Марія Луїза". 1901 року Пенева-Каравелова разом з Велою Благоєвою, Димитраною Івановою, Ганною Карімою, Кіною Коновой, Юлією Малиновою та іншими створюють Болгарський жіночий союз (Български женски съюз).
Після поразки Ілінденського повстання 1903 року Пенева-Каравелова очолює Жіночий комітет звільнення македонських жінок з в'язниці. Рік потому вона бере участь у Македонської конференції в Лондоні. Під час Російсько-японської війни Пенева-Каравелова створює Болгарську санітарну комісію, а під час Балканської війни організовує шпиталь при університеті імені Ст. Левського.
Катерина Пенева-Каравелова була головою Болгарського жіночого союзу протягом 25 років. Вона бере участь у IV конгресі Міжнародної жіночої ліги за мир і свободу (1-7 травня 1924, Вашингтон) як представницч Болгарії. 1925 року стає головою Ліги.
Катерина Пенева-Каравелова бере активну участь у створенні Комітету з захисту євреїв у Німеччині разом з Антоном Страшимировим, Асеном Златаровим, Петком Стайновим та іншими.
Крім активної громадської та політичної діяльності, Пенева-Каравелова займається перекладом болгарською творів Гюго, Гі де Мопассана, Флобера і Діккенса. Вона є авторкою понад 50 памфлетів та статей.

## Нагороди та визнання
Катерині Пеневій-Каравеловій було присуджено безліч національних і міжнародних нагород, у тому числі:
- Орден «За гуманізм»
- Орден «За громадянські заслуги» I ступеня
- Орден «За культуру і мистецтво»
- Пам'ятний хрест «За незалежність Болгарії 1908»
- Двічі нагороджена медаллю «Червоний хрест»

Ім'я діячки носять школи, вулиці, громадські центри. На її честь також названо місце в Антарктиці (Karavelova Point).